# Сен-Сатюрнен (Канталь)
Сен-Сатюрне́н (фр. Saint-Saturnin, окс. Sant Saturnin) — коммуна во Франции, находится в регионе Овернь. Департамент — Канталь. Входит в состав кантона Алланш. Округ коммуны — Сен-Флур.
Код INSEE коммуны — 15213.
Коммуна расположена приблизительно в 410 км к югу от Парижа, в 65 км южнее Клермон-Феррана, в 50 км к северо-востоку от Орийака.

## Население
Население коммуны на 2008 год составляло 227 человек.
| 1962 | 1968 | 1975 | 1982 | 1990 | 1999 | 2008 |
| ---- | ---- | ---- | ---- | ---- | ---- | ---- |
| 536  | 621  | 557  | 427  | 320  | 248  | 227  |

## Администрация
| Период | Период | Фамилия      | Партия | Примечания |
| ------ | ------ | ------------ | ------ | ---------- |
| 1971   | 2008   | Люсьен Корне |        |            |
| 2008   |        | Эрик Фрозио  |        |            |

## Экономика

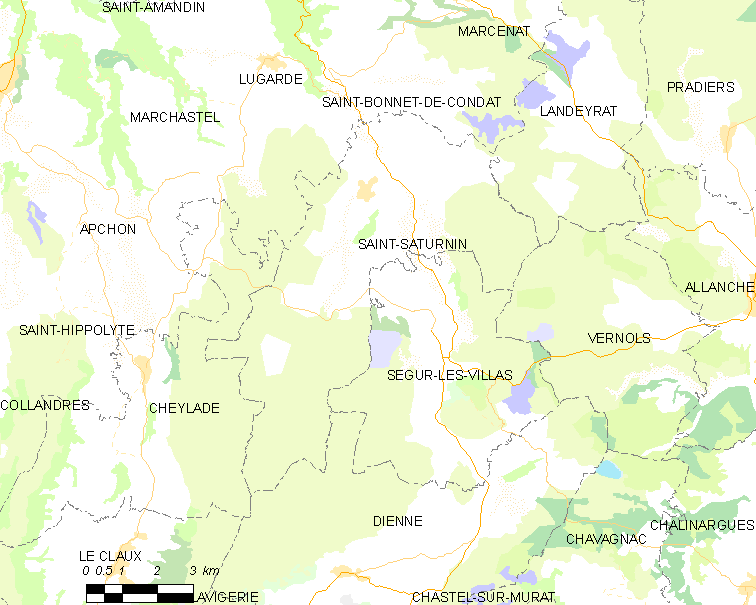
Карта коммуны

В 2007 году среди 135 человек в трудоспособном возрасте (15—64 лет) 96 были экономически активными, 39 — неактивными (показатель активности — 71,1 %, в 1999 году было 68,2 %). Из 96 активных работали 88 человек (49 мужчин и 39 женщин), безработных было 8 (5 мужчин и 3 женщины). Среди 39 неактивных 10 человек были учениками или студентами, 18 — пенсионерами, 11 были неактивными по другим причинам.

## Достопримечательности
- Церковь Сен-Сатюрнен (XII век). Памятник истории с 1968 года[3]
- Замок Пейрелад (XII век). Памятник истории с 1949 года[4]
- Замок Комб (XVI век). Памятник истории с 1949 года[5]
- Штаб-квартира астрофизической обсерватории Сезалье-Канталь[6]